# Abdullah Al-Hafith
Abdullah Fareed Al-Hafith (in arabo عبدالله فريد الحافظ‎?; Dammam, 25 dicembre 1992) è un calciatore saudita, difensore dell'Al-Wahda.

## Palmarès

### Club

#### Competizioni nazionali
- Campionato saudita: 2

Al-Hilal: 2016-2017, 2017-2018
- Coppa del Re dei Campioni: 2

Al-Hilal: 2015, 2017
- Supercoppa saudita: 2

Al-Hilal: 2015, 2018

#### Competizioni internazionali
- AFC Champions League: 1

Al Hilal: 2019